# Jean Dufour (homme politique, 1949)
Pour les articles homonymes, voir Jean Dufour et Dufour.
Jean Dufour, né le 5 avril 1949 à Saint-Martin-Valmeroux (Cantal) et mort le 15 mars 2020 à Avignon (Vaucluse),, est un homme politique français.
Membre du Parti communiste français, il a exercé de nombreuses fonctions locales, dont celle d'adjoint au maire de Marseille de 1983 à 1989, et est député des Bouches-du-Rhône de 2001 à 2002.

## Biographie

### Parcours syndical et professionnel
Syndicaliste étudiant, adhérent de l'UNEF en 1966 puis animateur de l'UNEF-RENOUVEAU à la faculté des lettres d'Aix-en-Provence, Jean Dufour devient vice-président étudiant de l'université de Provence après avoir rempli les mêmes fonctions à la faculté des lettres de cette nouvelle université.
Élu au CNESER, il est membre du bureau, de même qu'à l'ONISEP.
Nommé professeur à Seiches-sur-le-Loir en septembre 1973, il rejoint l'université de Provence en octobre 1973.

### Parcours politique
Membre du PCF depuis 1966, Jean Dufour devient secrétaire de section, membre du Comité fédéral, puis du Bureau fédéral des Bouches-du-Rhône.
En 1983, il est chef de file des communistes dans le secteur des 2e, 3e, 7e arrondissements aux côtés de Gaston Defferre et est élu jusqu en 2008.
Il est élu conseiller régional en 1986. En 1995, Jean-Marie Le Pen le poursuit en justice pour diffamation et perd son procès. 
Responsable de L'association des élus communistes, il devient membre du bureau national en 1984. À ce titre, il travaille aux côtés d'André Lajoinie, Robert Hue, Jean-Claude Gayssot, notamment sur les questions régionales et le rôle des élus communistes.
Conseiller général du canton de la belle de mai en 1993, il affronte Bernard Tapie et perd son siège qu'il regagne en 1996.
Suppléant du député Guy Hermier, il remplace ce dernier à son décès en juillet 2001 dans la 4e circonscription des Bouches-du-Rhône qui regroupait alors les cantons de La Belle-de-Mai, Saint-Mauront et Verduron.
Du 25 septembre 2001 au 18 juin 2002, il est membre de la commission des affaires culturelles, familiales et sociales et de l'Assemblée parlementaire de la francophonie.
En 2005, il obtient un poste de chargé de mission dans l'administration régionale pour le secteur de l'agriculture, la forêt et la mer.

## Détail des fonctions et des mandats
Mandats locaux
- 1983-1989 : adjoint au maire de Marseille Gaston Defferre, chargé de l'enseignement supérieur, de la recherche et de l'introduction des nouvelles technologies de l'information en matière de gestion municipale.
- 1989-1995 : conseiller d'arrondissement (2e et 3e arrondissements de Marseille)
- 1995-2001 : conseiller municipal de Marseille
- 1986-1998  : conseiller régional Paca
- 1993-1994 : conseiller général Bouches-du-Rhône
- 1996-2001 : conseiller général Bouches-du-Rhône, président de la commission enseignement supérieur et recherche et de la commission locale d'insertion

Mandat national
- 2001-2002 : député des Bouches-du-Rhône.